# Claudia Beni
Claudia Beni, född 30 maj 1986, är en kroatisk popsångerska. Hon representerade Kroatien i Eurovision Song Contest 2003 och kom på femtonde plats med låten Više nisam tvoja (Jag är inte längre din).